# Camponotus thoracicus
Camponotus thoracicus é uma espécie de inseto do gênero Camponotus, pertencente à família Formicidae.